# Церква святого Архістратига Михаїла (Якимівці)
Церква святого Архістратига Михаїла в Якимівцях — парафія і храм Лановецького благочиння Тернопільської єпархії Православної церкви України в селі Якимівці Кременецького району Тернопільської области.

## Історія церкви
Церква святого Архистратига Михаїла була збудована на місці старої дерев'яної, яка згоріла восени 1948 року.
Будівництво велося силами всієї громади, а також за фінансової допомоги навколишніх сіл. Транспортом забезпечував тодішній голова колгоспу Петро Шептицький, а головний бухгалтер Григорій Нагорнюк надавав іншу допомогу.
У 1990 році єпископ Лазар пожертвував 2 тисячі карбованців на будівництво. Відкриття та освячення храму відбулося 4 серпня 1990 року, яке провів єпископ Тернопільський і Кременецький Сергій.

## Парохи
- о. Володимир Навоженець (з ?).